# Seis hornos antiguos
Los Seis Hornos Antiguos (六古窯 Rokkoyō), también llamados Seis Hornos Ancestrales,  es una clasificación planteada por Koyama Fujio (小山富士夫 1900-1975) en el período posterior a la Segunda Guerra Mundial,  para describir los hornos y estilos de cerámica más notables de Japón. Están ubicados en las seis ciudades que desde la época medieval han realizado cerámica manteniendo las técnicas y estilos tradicionales. En 2017 fueron reconocidas como Lugares de Patrimonio de Japón.
La lista de los Seis Hornos Antiguos está formada por estos seis tipos de cerámica:
- Cerámica Bizen (備前焼, Bizen-yaki), producida en Bizen, Okayama.
- Cerámica Echizen (越前焼, Echizen-yaki), producida en Echizen, Odacho y Miyazaki, Prefectura de Fukui.
- Cerámica Seto (瀬戸焼, Seto-yaki), producida en Seto, Prefectura de Aichi
- Cerámica Shigaraki (信楽焼, Shigaraki-yaki), producida en Kōka, Prefectura de Shiga, al este del lago Biwa.
- Cerámica Tamba, también conocida como cerámica Tachikui (丹波立杭焼, Tamba-Tachikui-yaki), producida en Sasayama y Tachikui en  Prefectura de Hyōgo.
- Cerámica Tokoname (常滑焼, Tokoname-yaki), producidos en Tokoname, Prefectura de Aichi.

En 2001, el Museo de Cerámica Bizen de la Prefectura de Okayama realizó una exposición sobre los seis hornos.